# ネナド・ミリヤシュ
ネナド・ミリヤシュ（セルビア語: Ненад Милијаш, 英語: Nenad Milijaš, 1983年4月30日 - ）は、ユーゴスラビア（現・セルビア）・ベオグラード出身の元サッカー選手。現役時代のポジションはミッドフィールダー。

## 経歴

### クラブ
1995年から2000年までFKゼムンの下部組織に在籍。2000年にプロキャリアをスタートさせると、2005年末までゼムンでプレーし、合計130試合に出場、18得点を記録した。2006年冬にレッドスター・ベオグラードへ移籍を果たす。チームのキャプテンとしてプレーをしていた。2009年7月1日、プレミアリーグ昇格を果たしたウルヴァーハンプトン・ワンダラーズFCへの移籍が決定した。ウルヴァーハンプトン退団の翌日である2012年8月31日、レッドスターに復帰した。

### 代表
セルビア代表として、2008年9月6日のフェロー諸島戦で代表初キャップを記録。同年11月20日の親善試合・ブルガリア戦では代表初ゴールを記録した。

## 特徴
攻撃を操る司令塔。フリーキックやペナルティーキックの技術力も持ち合わせている。

## 代表歴

### 出場大会
- セルビア代表
  - 2010 FIFAワールドカップ

### 試合数
- 国際Aマッチ 25試合 4得点（2008年-2011年）[2]

| セルビア代表 | 国際Aマッチ | 国際Aマッチ |
| 年           | 出場        | 得点        |
| ------------ | ----------- | ----------- |
| 2008         | 5           | 1           |
| 2009         | 9           | 2           |
| 2010         | 6           | 1           |
| 2011         | 5           | 0           |
| 通算         | 25          | 4           |

## 獲得タイトル

### クラブ
レッドスター・ベオグラード
- セルビア・スーペルリーガ : 2005-06, 2006-07, 2013-14, 2017-18, 2018-19
- セルビア・カップ : 2005-06, 2006-07

### 個人
- セルビア・スーペルリーガ年間最優秀選手 : 2008-09
- セルビア・スーペルリーガベストイレブン : 2008-09